# Oleguer Presas
Oleguer Presas, né le 2 février 1980 à Sabadell, est un footballeur espagnol originaire de la Catalogne, qui évolue au poste d'arrière droit ou défenseur central.

## Biographie
Oleguer joue successivement à Lepante, San Gabriel et Gramenet avant d'arriver au FC Barcelone lors de la saison 2001-2002. Louis van Gaal le fait débuter avec le groupe professionnel lors du Trophée Joan Gamper 2002 et de la victoire du Barça contre l'Étoile rouge Belgrade sur le score de 1 à 0. Il dispute son premier match officiel en Ligue des champions contre Galatasaray SK le 13 novembre 2002 (victoire 3 buts à 1).
Jusqu'à la fin de la saison 2003-2004, Oleguer partage son temps entre l'équipe première et la réserve du club. Il doit attendre janvier 2004 pour que l'entraîneur Frank Rijkaard l'incorpore au groupe professionnel à temps plein. C'est aux postes de latéral droit ou de défenseur central qu'il participe à la conquête du titre de champion de la  saison 2004-2005.
Oleguer continue à jouer régulièrement avec l'équipe jusqu'à l'arrivée de Gianluca Zambrotta en 2006. En mai 2008, lorsque Josep Guardiola est désigné entraîneur du Barça, il annonce qu'Oleguer ne fait pas partie de son projet sportif. Oleguer s'engage pour 3 ans avec l'Ajax Amsterdam, où il évolue en défense centrale.

## Sélection nationale
Le 13 décembre 2005, Oleguer participe à un stage d'intégration avec l'Espagne alors dirigée par Luis Aragonés. Il n'est jamais rappelé par la suite. Quelques années plus tard, il confirme dans une interview, la rumeur qui circule : que lors de ce stage, étant ouvertement et profondément indépendantiste catalan, il a bel et bien confié à Luis Aragonés qu'il ne se sentait pas impliqué pour défendre la sélection d'un pays qui pour lui, représente l’oppression des peuples et ne le représente pas, qu'il éprouvait de l'aversion et du rejet pour ce que l'équipe nationale espagnole représente et qu'il n'éprouvait que peu d'intérêt pour le parcours de l'Espagne dans les compétitions qu'elle disputait. Il est l'un des rares joueurs indépendantistes en Espagne à avoir refusé de son plein gré, de jouer pour la sélection nationale espagnole.[source insuffisante]
Il a donc participé à plusieurs matches de la sélection catalane uniquement.

## Profil
Oleguer est un défenseur appliqué et sobre. Qu'il soit utilisé sur le côté droit ou au centre de la défense, il fait preuve d'un bon jeu de tête et de grandes aptitudes au marquage des attaquants adverses. En revanche, il est souvent critiqué pour des fautes d'alignement quand son équipe joue le hors-jeu.

## Statistiques
| Saison                | Club                  | Championnat           | Championnat | Championnat | Coupe(s) nationale(s) | Coupe(s) nationale(s) | Supercoupe | Supercoupe | Compétition(s) continentale(s) | Compétition(s) continentale(s) | Compétition(s) continentale(s) | Coupe du monde des clubs | Coupe du monde des clubs | barrages | barrages | Total | Total |
| Saison                | Club                  | Division              | M.          | B.          | M.                    | B.                    | M.         | B.         | Comp.                          | M.                             | B.                             | M.                       | B.                       | M.       | B.       | M.    | B.    |
| 1999-2000             | Gramenet              | Segunda División B    | 1           | 0           | -                     | -                     | -          | -          | -                              | -                              | -                              | -                        | -                        | -        | -        | 1     | 0     |
| 2000-2001             | Gramenet              | Segunda División B    | 34          | 2           | -                     | -                     | -          | -          | -                              | -                              | -                              | -                        | -                        | -        | -        | 34    | 2     |
| Sous-total            | Sous-total            | Sous-total            | 35          | 2           | -                     | -                     | -          | -          | -                              | -                              | -                              | -                        | -                        | -        | -        | 35    | 2     |
| 2001-2002             | FC Barcelone B        | Segunda División B    | 28          | 0           | -                     | -                     | -          | -          | -                              | -                              | -                              | -                        | -                        | 6        | 0        | 34    | 0     |
| 2002-2003             | FC Barcelone B        | Segunda División B    | 28          | 2           | -                     | -                     | -          | -          | -                              | -                              | -                              | -                        | -                        | -        | -        | 28    | 2     |
| 2003-2004             | FC Barcelone B        | Segunda División B    | 12          | 0           | -                     | -                     | -          | -          | -                              | -                              | -                              | -                        | -                        | -        | -        | 12    | 0     |
| Sous-total            | Sous-total            | Sous-total            | 68          | 2           | -                     | -                     | -          | -          | -                              | -                              | -                              | -                        | -                        | 6        | 0        | 74    | 2     |
| 2002-2003             | FC Barcelone          | Primera División      | 3           | 0           | 0                     | 0                     | -          | -          | C1                             | 2                              | 0                              | -                        | -                        | -        | -        | 5     | 0     |
| 2003-2004             | FC Barcelone          | Primera División      | 18          | 0           | 2                     | 0                     | -          | -          | C3                             | 4                              | 0                              | -                        | -                        | -        | -        | 24    | 0     |
| 2004-2005             | FC Barcelone          | Primera División      | 36          | 1           | 1                     | 0                     | -          | -          | C1                             | 7                              | 0                              | -                        | -                        | -        | -        | 44    | 1     |
| 2005-2006             | FC Barcelone          | Primera División      | 33          | 0           | 3                     | 0                     | 2          | 0          | C1                             | 11                             | 0                              | -                        | -                        | -        | -        | 49    | 0     |
| 2006-2007             | FC Barcelone          | Primera División      | 25          | 0           | 7                     | 0                     | 1          | 0          | C1                             | 5                              | 0                              | 0                        | 0                        | -        | -        | 38    | 0     |
| 2007-2008             | FC Barcelone          | Primera División      | 12          | 0           | 1                     | 0                     | -          | -          | C1                             | 2                              | 0                              | -                        | -                        | -        | -        | 15    | 0     |
| Sous-total            | Sous-total            | Sous-total            | 127         | 1           | 14                    | 0                     | 3          | 0          | -                              | 31                             | 0                              | 0                        | 0                        | -        | -        | 175   | 1     |
| 2008-2009             | Ajax Amsterdam        | Eredivisie            | 27          | 1           | 1                     | 0                     | -          | -          | C3                             | 9                              | 0                              | -                        | -                        | -        | -        | 37    | 1     |
| 2009-2010             | Ajax Amsterdam        | Eredivisie            | 6           | 0           | 2                     | 0                     | -          | -          | C3                             | 5                              | 0                              | 0                        | 0                        | -        | -        | 13    | 0     |
| 2010-2011             | Ajax Amsterdam        | Eredivisie            | 3           | 1           | 1                     | 0                     | 1          | 0          | C1+C3                          | 3+0                            | 0+0                            | -                        | -                        | -        | -        | 8     | 1     |
| Sous-total            | Sous-total            | Sous-total            | 36          | 2           | 4                     | 0                     | 1          | 0          | -                              | 17                             | 0                              | 0                        | 0                        | -        | -        | 58    | 2     |
| Total sur la carrière | Total sur la carrière | Total sur la carrière | 266         | 7           | 18                    | 0                     | 4          | 0          | -                              | 48                             | 0                              | 0                        | 0                        | 6        | 0        | 342   | 7     |

## Études et opinions politiques
Oleguer étudie les sciences économiques à l'université autonome de Barcelone et intervient dans plusieurs débats politiques. Favorable à l'indépendance de la Catalogne et aux sélections sportives catalanes, certaines de ses prises de positions sont quelque peu controversées en Espagne. Oleguer écrit un article publié dans le journal basque Berria questionnant l'indépendance des pouvoirs judiciaire et politique et s'interrogeant sur la primauté du droit en Espagne. Cet article lui vaut de perdre un contrat avec la société Kelme. Globalement, ses prises de position le rapprochent de la gauche indépendantiste.
Oleguer publie en 2006 un livre intitulé Camí d'Itaca, dans lequel il expose ses réflexions sur des sujets aussi variés que son triomphe en Liga et en Ligue des champions, ainsi que la lutte contre le franquisme, le fascisme ou la guerre d'Irak. Chaque chapitre commence par une citation d'auteurs tels que Groucho Marx, Manuel Vázquez Montalbán, Rafael Alberti, Manu Chao, Joan Brossa ou Calderón de la Barca. Les 3 % des bénéfices de ce livre sont reversés à l'école catalane La Bressola à Perpignan.
Avec Lilian Thuram, Oleguer présente à la municipalité de Perpignan un manifeste en faveur de la langue catalane. Ce manifeste est également signé par Raymond Domenech, Joan Laporta et Lluis Llach.
Oleguer participe au livre Constitució europea : 17 arguments per al no dans lequel il argumente son opposition à la Constitution européenne.
Le Sous-commandant Marcos fait appel à Oleguer pour organiser un match à but caritatif au Chiapas.
En 2006, Oleguer reçoit des mains d'Ernest Benach, président du Parlement de Catalogne, le prix President Companys pour son appui aux sélections sportives catalanes. Le montant du prix de 25 000 euros est donné à l'Escola Valenciana, un projet pédagogique en langue catalane dans la Communauté valencienne.

## Palmarès
FC Barcelone
- Vainqueur de la Ligue des champions (1) : 2006.
- Champion d'Espagne (2) : 2005 et 2006.
- Vainqueur de la Supercoupe d'Espagne (2) : 2005 et 2006.

 Ajax Amsterdam
- Champion des Pays-Bas (1) : 2011
- Vainqueur de la Coupe des Pays-Bas (1) : 2010